# Arlington (Nebraska)
Arlington es una villa ubicada en el condado de Washington en el estado estadounidense de Nebraska. En el Censo de 2010 tenía una población de 1243 habitantes y una densidad poblacional de 802,55 personas por km².

## Geografía
Arlington se encuentra ubicada en las coordenadas 41°27′18″N 96°21′24″O / 41.45500, -96.35667. Según la Oficina del Censo de los Estados Unidos, Arlington tiene una superficie total de 1.55 km², de la cual 1.55 km² corresponden a tierra firme y (0%) 0 km² es agua.

## Demografía
Según el censo de 2010, había 1243 personas residiendo en Arlington. La densidad de población era de 802,55 hab./km². De los 1243 habitantes, Arlington estaba compuesto por el 97.91% blancos, el 0.08% eran afroamericanos, el 0.32% eran amerindios, el 0.48% eran asiáticos, el 0% eran isleños del Pacífico, el 0.72% eran de otras razas y el 0.48% pertenecían a dos o más razas. Del total de la población el 2.74% eran hispanos o latinos de cualquier raza.